# Hidamari no Ki
Hidamari no Ki (陽だまりの樹) is een seinen manga van Osamu Tezuka. Het verhaal gaat over de vriendschap tussen een samoerai en een dokter aan het einde van het Tokugawa-shogunaat.
In 2000 werd de reeks verwerkt tot een anime van Madhouse. In 2008 verscheen er ook een televisiedrama op Nippon Hoso Kyokai.

## Media

### Manga
De manga werd in Japan gepubliceerd door Shogakukan in 11 tankōbon van 1 juli 1988 tot en met 1 januari 1989. Heruitgaves volgden in 1995, 1999, 2000 en 2008.
Tussen 2004 en 2006 gaf Tonkam de strip uit in het Frans.

### Anime
Hidamari no Ki werd door Madhouse verwerkt tot een 25-delige animereeks in regie van Gisaburo Sugii. Hij werd van 4 april tot 19 september 2000 uitgezonden door Nippon TV. Hij werd later op DVD uitgebracht door VAP. De muziek van de reeks kwam uit op CD op 21 juni 2000. De muziek was geschreven door Kazu Matsui en uitgevoerd door Keiko Matsui.

### TV drama
De reeks werd ook verwerkt tot een live-action televisiedrama. Het scenario werd geschreven door Yoichi Maekawa. De regie was van de hand van Takashi Fujio. Hij werd geproduceerd door Kazukiyo Morishita en Takahisa Goto. De reeks bestond uit 12 afleveringen en werd uitgezonden door NHK van 6 april 2012 tot 22 juni 2012.

#### Cast[7]
- Hayato Ichihara als Manjiro Ibutani
- Hiroki Narimiya als Ryoan Tezuka
- Mei Kurokawa als Oseki
- Tokuma Nishioka als Sensaburo Ibutani
- Kimiko Ikegami als Otone
- Takashi Sasano als Ryosen Tezuka
- Yuko Kotegawa Ochu/Onaka
- Shinobu Otsuka als Otsune
- Yuko Fueki als Ohin/Oshina
- Chihiro Otsuka als Aya
- Masahiko Tsugawa als Toko Fujita

## Ontvangst
De strip won de Shogakukan Manga-prijs in 1984.
De anime won een troostprijs voor diens animatie op het Japan Media Arts Festival in 2000.